# Tierra de Badajoz
Tierra de Badajoz – comarca w Hiszpanii, w Estremadurze. Okręg znajduje się w  prowincji Badajoz, mieszka w nim 21 422 obywateli. Stolicą comarki jest Badajoz. Powierzchnia wynosi 2836,7 km².

## Gminy
Comarca dzieli się na 9 gmin i 9 podmiotów w ramach gmin:
- Alburquerque
- Badajoz
  - Alcazaba
  - Alvarado
  - Balboa
  - Gévora
  - Guadiana
  - Novelda del Guadiana
  - Sagrajas
  - Valdebótoa
  - Villafranco del Guadiana
- La Albuera
- La Codosera
- Pueblonuevo del Guadiana
- San Vicente de Alcántara
- Talavera la Real
- Valdelacalzada
- Villar del Rey